# 劇団アニメ座
劇団アニメ座（げきだんアニメざ、GEKIDAN ANIMEZA）とは、よしもとクリエイティブ・エージェンシーに所属するアニメキャラ物真似芸人によって演じられる喜劇、コント等のイベント、及びそれを演じるお笑いユニットの名称である。座長は若井おさむ。略称は「アニメ座」。

## 概要
「アニメキャラ芸人による吉本新喜劇」のようなイベントとなっており、出演者（一部を除く）は全員アニメ作品などの登場キャラクターに扮して喜劇を演じる。本公演では2時間程度の劇の合間に、ゲームコーナーやお笑いコーナーが入る。
番外編公演では本公演と違い、何本かのユニットコント、漫才、トークコーナー等がメインとなる。
若井おさむと天津・向が揉めたため、2019年の本公演を最後に活動休止状態となっている。

## 出演者
芸名に続く括弧内は、その芸人が演じている主な作品名/キャラクター名。

### 主なメンバー
- 若井おさむ（機動戦士ガンダム/アムロ・レイ）*座長[3]
- 天津・向（唯一アニメキャラではない）*ツッコミ役
- 桜 稲垣早希（新世紀エヴァンゲリオン/惣流・アスカ・ラングレー）
- R藤本（ドラゴンボール/ベジータ）
- 石川ことみ（ワンピース/モンキー・D・ルフィ、進撃の巨人/アルミン・アルレルト）
- キャベツ確認中・しまぞう（北斗の拳/ケンシロウ）
- キャベツ確認中・キャプテン★ザコ（北斗の拳/ザコ）
- こりゃめでてーな・伊藤（カイジ/伊藤開司）
- セブンbyセブン・玉城（スラムダンク/安西先生、ワンピース/黒ひげ）
- 稲垣昌秋（北斗の拳/レイ、新世紀エヴァンゲリオン/渚カヲル）
- ぴっかり高木（ドラゴンボール/ナッパ）
- 爆笑コメディアンズ・秀作（ジョジョの奇妙な冒険/空条承太郎）
- 爆笑コメディアンズ・半澤（ジョジョの奇妙な冒険/東方仗助）
- マリリンジョイ[注 1]（キン肉マン/バッファローマン）

### 準メンバー
- まつばら万吉夫[注 2][4]（あしたのジョー/矢吹丈、ジョジョの奇妙な冒険/イギー）
- 山田カントリー・浅井[注 3]（進撃の巨人/奇行種の巨人）
- クリィミーまなちゃん[注 4]（ポケットモンスター/サトシ）

### 出演した事がある人物
- 天津・木村（天空の城ラピュタ/ムスカ）
- ガリガリガリクソン
- プラスマイナス・兼光
- 夕凪ロマネコンティ・山口
- 小泉エリ
- 裏切りマンキーコング・西澤
- はりけ〜んず
- 小寺真理
- GAG少年楽団・宮戸
- 苺くらぶ・岩川モラル（ワンピース/黄猿）
- 佐々木未来
- 最終未来兵器mofu
- りなんなん
- 山田カントリー・山田（進撃の巨人/エレン・イェーガー）
- 虹（元マザー周）[注 5]（ドラゴンボール/天下一武道会のアナウンサー）
- バードフミヤ（ドラゴンボール/ヤムチャ）
- 渡部一丁（ドラゴンボール/ピッコロ）
- 千葉ドラゴン（ドラゴンボール/魔人ブウ）
- BANBANBAN・山本（ドラゴンボール/フリーザ）
- 海山昆布（ドラゴンボール/ラディッツ）
- スタジオカドタ（ドラゴンボール/完全体セル）
- タカタ先生（ドラゴンボール/セルゲームのZTVアナウンサー）
- ひーちゃん（ドラゴンボール/人造人間18号）
- ムラムラタムラ[注 6]（弱虫ペダル/巻島裕介）
- 野水伊織（まろに☆えーる・春崎野乃花 役）
- 設楽麻美（まろに☆えーる・堤愛実 役）
- 小林元子（まろに☆えーる・瓜田瑠梨 役）
- アイデンティティ・田島（野沢雅子、ドラゴンボール/孫悟空）
- アイデンティティ・見浦（ドラゴンボール/人造人間17号）
- 堀川絵美（新世紀エヴァンゲリオン/綾波レイ）
- ぬまっち（機動戦士ガンダム/シャア・アズナブル）
- 小澤亜李[5]
- 千本木彩花
- 田村睦心
- 長縄まりあ
- ガーリィレコード・高井（ちびまる子ちゃん/永沢くん、ドラゴンボール/スポポビッチ、弱虫ペダル/今泉俊輔）
- ガーリィレコード・フェニックス（ちびまる子ちゃん/藤木くん、ドラゴンボール/ヤムー、弱虫ペダル/御堂筋翔）
- コメットパンチ・大嶺（遊☆戯☆王/武藤遊戯、闇遊戯）
- コメットパンチ・古堅（遊☆戯☆王/ブラック・マジシャン）
- 寿里
- 田中稔彦
- 眞嶋秀斗
- 溝口琢矢[6]
- 橋本祥平
- 植田圭輔[6]
- 白又敦[6]
- 井深克彦
- 高野洸
- 陳内将[7]
- 久保田秀敏[7]
- 井深克彦[7]
- 富永勇也[7]
- 矢部昌暉[8]
- 長江崚行[8]
- コロコロチキチキペッパーズ[8]
- ひょっこりはん[8]
- トレンディエンジェル[8]
- ジョイマン[8]
- しゅんしゅんクリニックP[8]

## 開催履歴

### 番外編
| 公演年 | タイトル                                        | 公演日・会場                          |
| ------ | ----------------------------------------------- | ------------------------------------- |
| 2012年 | アニメ座ゲームコーナー黙示録                    | 8月9日・神保町花月                    |
| 2012年 | 劇団アニメ座オーディション渋谷                  | 12月8日・ヨシモト∞ホール              |
| 2012年 | 劇団アニメ座オーディション大阪                  | 12月26日・5upよしもと                 |
| 2013年 | 劇団アニメ座番外編～思えばトークへ来たもんだ～  | 4月2日・新宿文化センター小ホール      |
| 2013年 | 劇団アニメ座番外編 ～よりぬきアニメ座さん～     | 6月22日・新宿シアターモリエール       |
| 2013年 | 劇団アニメ座 in ひらかたパーク                  | 9月14日・1日2回公演・ひらかたパーク   |
| 2013年 | アニメ座寄席～アニメキャラビルドファイターズ～  | 12月22日・13式催事空間                |
| 2014年 | アニメ座寄席～キャララキル～                    | 1月25日・13式催事空間                 |
| 2014年 | アニメ座寄席～キャラングダム～                  | 2月8日・13式催事空間                  |
| 2014年 | 劇団アニメ座オーディション2014渋谷              | 3月15日・ヨシモト∞ホール              |
| 2014年 | アニメ座寄席～Wake Up Characters!～             | 3月29日・13式催事空間                 |
| 2014年 | アニメ座寄席～キャラ科高校の劣等生～            | 4月20日・13式催事空間                 |
| 2014年 | 劇団アニメ座オーディション2014大阪              | 4月24日・道頓堀ZAZA HOUSE             |
| 2014年 | 劇団アニメ座&五條真由美スペシャルステージ       | 5月5日・とちてれ★アニメフェスタ!2014  |
| 2014年 | アニメ座寄席～キャララ軍曹～                    | 5月25日・13式催事空間                 |
| 2014年 | アニメ座VSシリーズ～VSインディーズアイドル～    | 6月7日・13式催事空間                  |
| 2014年 | アニメ座寄席～弱虫キャラル～                    | 7月27日・13式催事空間                 |
| 2014年 | アニメ座VSシリーズ～VS DB芸人～                 | 8月8日・13式催事空間                  |
| 2014年 | アニメ座寄席～キャラかもん～                    | 9月5日・13式催事空間                  |
| 2014年 | 劇団アニメ座ネタバトル～夢の超人タッグ編        | 10月20日・新宿文化センター小ホール    |
| 2015年 | アニメ座VSシリーズ劇場版 ～アニメ座 vs DB芸人～ | 1月10日・ヨシモト∞ホール              |
| 2015年 | 第三回劇団アニメ座オーディション渋谷            | 12月6日・ヨシモト∞ホール              |
| 2015年 | 第三回劇団アニメ座オーディション大阪            | 12月7日・大阪ロフトプラスワンウエスト |
| 2016年 | 第3次 アニメ座vsDB芸人                          | 2月26日・新宿ロフトプラスワン         |
| 2016年 | 第4次 アニメ座vsDB芸人                          | 8月5日・新宿ロフトプラスワン          |
| 2017年 | アニメ座vsDB芸人 OMIYA GALAXY                   | 9月26日・大宮ラクーンよしもと劇場     |

### 派生イベント
R藤本が若井おさむに許可を貰って、2013年3月2日に劇団アニメ座DBを開催した。

## 出演

### テレビ
- バカソウル（テレビ東京）※不定期出演
- カスペ!・アニメアカデミー～1億3千万人が選ぶ不朽の名作～（2013年7月30日、フジテレビ）
- ニッポン元気計画! 眠れるスター目覚ましバラエティ“ハックツベリー”（2015年3月21日、テレビ東京）

### ネット配信
- 【ニコニコ超会議】超会議出張版!! 吉本芸人 劇団アニメ座公演（2012年4月28日、ニコニコ生放送）
- 劇団アニメ座ニコニコ生放送!（2013年3月18日・7月18日・9月19日、ニコニコ生放送）

### ライブ
- よしもとお笑いまつり in バンコク（2018年2月11日、GMM LIVE HOUSE）